# Петрички окръжен вестник
„Петрички окръжен вестник“ (изписване до 1945 година: „Петрички Окрѫженъ Вестникъ“) с подзаглавие Официално издание на Окръжната постоянна комисия е български вестник, излизал от 1922 до 1933 година в Петрич.
Излиза всеки месец на 1, 10 и 20 число в печатница „Македония“ на Иван Телятинов.
| Годишнина | Броеве    | Дата                             |
| --------- | --------- | -------------------------------- |
| I         | 1 – 13    | 1 септември 1922 – 1 януари 1923 |
| II        | 1 – 59    | 14 юли 1923 – 30 август 1924     |
| III       | 60 – 90   | 7 септември 1924 – 4 април 1925  |
| IV        | 91 – 140  | 11 април 1925 – 27 март 1926     |
| V         | 141 – 192 | 3 април 1926 – 26 март 1927      |
| VI        | 193 – 247 | 2 април 1927 – 31 март 1928      |
| VII       | 248 – 299 | 7 април 1928 – 30 март 1929      |
| VIII      | 300 – 351 | 6 април 1929 – 29 март 1930      |
| IX        | 352 – 403 | 5 април 1930 – 28 март 1931      |
| X         | 404 – 439 | 1 април 1931 – 20 март 1932      |
| XI        | 440 – 463 | 1 април 1932 – 15 март 1933      |
| XII       | 464 – 470 | 1 април 1933 – 30 юни 1933       |

Първите два броя се наричат само „Окръжен вестник“, а от брой 3 се преименува на „Петрички окръжен вестник“. От първи брой на втората годишнина излиза седмично. От брой 404 се издава три пъти месечно, а от брой 440 се издава два пъти месечно. Печата се в тираж 450 – 550 броя. Форматът е малък, четвъртина. Към два от броевете (329 и 463) има притурки.
Вестникът публикува официални материали на Окръжната постоянна комисия и на Окръжния съвет, обществено-икономически, образователни, културни и здравни статии. Публикуват се беседи и конкретни указания в областта на полевъдството, животновъдството, пчеларството и други. („Кмета, секретар-бирника и учителя на село“, „Избори за окръжни съветници“, „С какво трябва да се занимаваме“, „Грижите за тютюна“, „Нещо за редовната сесия на Окръжния училищен съвет“). Вестникът не е безразличен към проблема с бежанците, които наброяват над 20000 в окръга. В брой 24 от 22 декември 1923 година и брой 28 от 20 януари 1924 година е публикувано едно от най-задълбочените изследвания и виждания за решаване на бежанския въпрос, дело на Стойо Хаджиев, председател на Окръжната постоянна комисия.
„Петрички окръжен вестник“ е богат източник за краеведски изследвания на Пиринска Македония.